# Echooka River
Der Echooka River ist ein etwa 119 Kilometer langer rechter Nebenfluss des Ivishak River im Norden des US-Bundesstaats Alaska.

## Verlauf
Der Echooka River entspringt im Norden der Brookskette auf einer Höhe von etwa 1830 m. Er fließt in überwiegend nordwestlicher bis nordnordwestlicher Richtung durch das Gebirge. Ab Flusskilometer 65 durchfließt er ein breites Tal flankiert von den Bergen der Brookskette. Spätestens ab dieser Stelle bildet der Echooka River einen verflochtenen Fluss. Bei Flusskilometer 45 erreicht der Fluss das Küstentiefland der North Slope. Er mündet schließlich in den Ivishak River, 14 km oberhalb dessen Mündung in den Sagavanirktok River, Der im Gebirge gelegene Flussabschnitt des Echooka River befindet sich im Arctic National Wildlife Refuge.

## Einzugsgebiet
Das etwa 1200 km² große Einzugsgebiet des Echooka River grenzt im Norden und im Osten an das des Shaviovik River, im Südosten an das des Canning River sowie im Südwesten und im Westen an das des Ivishak River.

## Namensgebung
Der Flussname kommt aus der Eskimo-Sprache und bedeutet „Flügel“. Der Name wurde 1951 von A. S. Keller und R. L. Ditterman vom U.S. Geological Survey (USGS) berichtet.